# Frank Serpico
Francesco Vincent Serpico (nascido em 14 de abril de 1936) é um policial americano aposentado do Departamento de Polícia de Nova Iorque (NYPD), nos Estados Unidos. Ficou famoso por ter sido o primeiro policial a ter testemunhado contra a corrupção naquela corporação, em 1971. A popularidade de Serpico veio à tona com o lançamento do filme Serpico em 1973 contando sua história na polícia, estrelado por Al Pacino e dirigido por Sidney Lumet.

## Histórico
Primeiros anos
Serpico nasceu no Brooklyn, em Nova York, como o caçula de uma família de imigrantes italianos, da província de Nápoles[carece de fontes?]. Seus pais são Vincenzo e Maria Giovanna Serpico. Aos 18 anos, ele se alistou no Exército dos Estados Unidos e passou dois anos na Coreia atuando na Guerra da Coreia.
Policia de Nova York (NYPD)
Em 1959, Frank Serpico ingressou na Polícia de Nova Iorque, onde foi empossado como um estagiário em 11 de setembro daquele ano[carece de fontes?], e em 5 de março de 1960[carece de fontes?], oficialmente nomeado como policial (patrolman), um trabalho que realizaria ao longo de 12 anos. Seu primeiro serviço foi na patrulha do 81º Distrito. Tempos depois conseguiu transferência para o Departamento de Identificação Criminal (BCI), onde permaneceu por dois anos fazendo trabalhos burocráticos, como comparação de impressões digitais em arquivamento. Mais tarde foi colocado no trabalho à paisana (investigação), onde encontrou a corrupção generalizada de seus companheiros de trabalho.
Atentado de morte e Recuperação
Serpico foi baleado durante uma operação antidrogas em 3 de fevereiro de 1971, às 22:42 horas, durante uma emboscada em Williamsburg, no Brooklyn. Quatro policiais daquele Distrito tinham recebido uma denúncia de que uma transação de drogas estava ocorrendo. Dois dos oficiais, Gary Roteman e Arthur César, estavam presentes em um carro à frente; o terceiro, Paul Halley, estava de pé, na frente do prédio. Serpico saiu do carro, subiu a escada de incêndio, e ficou observando no telhado. Depois desceu as escadas, viu a compra da heroína, e depois seguiu os dois indivíduos até o lado de fora.
Os outros políciais enquadraram os dois. Halley ficou no carro com ambos e com a heroína; Roteman disse a Serpico, para falar como um viciado (ele falava espanhol) para que o traficante abrisse a porta e então os policiais os prendessem. Os três policiais subiram os degraus até o terceiro andar. Serpico bateu na porta, mantendo a outra mão dentro de sua jaqueta, em sua pistola 9 milímetros. A porta se abriu alguns centímetros. Frank tentou arrombá-la, mas os traficantes do outro lado logo perceberam e tentaram fechar a porta. Não conseguindo abrir a porta, gritou por auxílio para seus parceiros, que não vieram para ajudá-lo.
Serpico então foi baleado no rosto por um dos criminosos.  A bala penetrou logo abaixo do olho e na parte superior do maxilar, ao que ele caiu no chão e começou a sangrar. Seus parceiros não se apressaram em pedir socorro, nem indicar que um policial havia sido baleado. Ao invés disso, Serpico foi salvo por um homem idoso que vivia em um apartamento ao lado do que estava sendo utilizado pelos traficantes. Tal homem chamou a emergência e informou que um homem havia sido baleado, e depois permaneceu para ajudá-lo e mantê-lo vivo até que uma ambulância chegasse. Uma viatura da polícia chega antes da ambulância, porém os policiais, desconhecendo a identidade de Serpico, o levam até o Hospital Greenpoint. Devido ao tiro, Serpico ficou surdo de seu ouvido esquerdo, que cortou-lhe um nervo auditivo.
Embora ele tenha sido visitado um dia após o tiroteio pelo prefeito John V. Lindsay, enquanto ele estava internado na cama se recuperando de seus ferimentos, diversos  policiais o assediaram com cheques em dinheiro, para que ele não depusesse na Comissão Knapp, responsável por apurar os fatos.[carece de fontes?] Entretanto, ele sobrevive e, finalmente, testemunha. As circunstâncias que levaram ao "acidente" de Serpico rapidamente entraram em questão. Ele, que estava armado durante a operação, só foi baleado após um breve afastamento de seus parceiros, que teriam de lhe dar apoio. Ao mencionar que os dois policiais que o acompanhavam não o estavam seguindo, foi levantada a questão de se, realmente, seus parceiros haviam-no levado com intuito de que o policial fosse executado na operação. O acidente não foi devidamente investigado e os policiais envolvidos ainda foram premiados com medalhas de honra.
Em 3 de maio de 1971, a "New York Metro Magazine" publica um artigo sobre o caso intitulado "Um retrato de um policial honesto". Em 10 de maio[carece de fontes?] do mesmo ano, Serpico testemunha no julgamento de um tenente do Departamento de Polícia de Nova York, que fora acusado de aceitar suborno de traficantes[carece de fontes?]. Ainda em 14 de maio, Serpico é premiado com um distintivo de ouro pelo comissário de polícia e promovido a detetive.

## Aposentadoria
Frank Serpico se aposentou em 15 de junho de 1972, um mês após ter recebido a maior honraria da polícia, a Medalha de Honra. Vai, então, para a Suíça onde passa quase uma década vivendo, bem como numa fazenda na Holanda. Nesse período aproveitou para viajar e estudar.[carece de fontes?] Retornou a Nova Iorque em 1980.
Atualmente reside nas montanhas do Estado de Nova York, estudando e lecionando a estudantes de universidades e academias de polícia a compartilhar experiências com os policiais que atualmente estão em situações semelhantes. Enquanto viveu em Nova York, Serpico foi conhecer o policial Joseph Trimboli, apresentado pelo repórter do New York Post, Mike McAlary. Trimboli era um policial que passou por momentos difíceis em sua carreira. Depois que ele assistiu ao filme Serpico, decidiu impedir a corrupção policial nos anos 1980 e início dos anos 1990 em sua corporação, enfrentando diversos problemas por isso.[carece de fontes?]

## Vida pessoal
Após sua aposentadoria em 1973, teve um "casamento espiritual"com uma mulher chamada Marianne, na Holanda, porém ela morreu de câncer em 1980, ano em que ele decidiu voltar aos Estados Unidos. Seu único filho, Alexander, nasceu em 15 de março de 1980 e faleceu em maio de 2021, suspeita-se de uma overdose de drogas. [carece de fontes?]